# Оберзе
Оберзе (на немски: Obersee, „Горно езеро“) е естествено планинско езеро в Берхтесгаденските Алпи в Горна Бавария.

## Описание
Водосборният басейн на езерото се разпростира на площ от 38 km². Средната дълбочина на езерото е 29,60 m, а максималната – 51 m. Водният му обем е 16 855 000 m³, има дължина от 1,32 km, ширина от 0,42 km и обиколка от 3,5 km. Площта му е 57 хектара. Намира се на надморска височина от 613,1 m.
Езерото е отделено от разположеното малко по-северно езеро Кьонигсзе от морени с дължина 700 m, ширина 800 m и височина 320 m. Отломките от свлачище от 1172 г. се намират под формата на големи блокове в горите между езерата.
На южния бряг на езерото от 500 години е разположена хижа „Фишункеналм“ (Fischunkenalm), намираща се на надморска височина от 620 m е отворена от средата на май до средата на октомври и е обслужвана от две работнички.
От двете надлъжни страни на езерото се издигат каменни стени с височина от 1000 m, докато на южния му бряг теренът се покачва плавно. От издигащата се южно стена „Рьотванд" (Röthwand) се спуска водопадът „Рьотбахфал“ (Röthbachfall). Водата от потока, на който се намира водопадът и един друг поток се вливат в езерото край Фишункеналм.
От Оберзе се оттича потокът с дължина около 600 m „Салетбах“ (Saletbach), който тече до Кьонигсзе. По течението на потока се намира езерото „Митерзе“ (Mittersee, „Средно езеро“), което е дълго 110 m, широко 60 м и има площ от 0,44 хектара. Намира се на надморска височина от 608 m.
След създаването на национален парк „Берхтесгаден“ на 1 август 1978 г. в Оберзе риболовът е забранен. В него живеят множество видове риби, най-вече езерна пъстърва и Salvelinus alpinus

## Галерия
- Изглед към Оберзе, в дъното е „Фишункеналм“, а зад нея – водопадът „Рьотбахфал“
- Изглед към източния бряг („Фишункелалм“)
- Оберзе през 1900 г.
- В дъното – Рьотбахфал